# Raymond Berengarius V van Provence
Raymond Berengarius V van Provence, soms ook Raymond Berengarius IV, (Aix-en-Provence, 1198 – aldaar, 19 augustus 1245) was een zoon van graaf Alfons II van Provence en Gersindis van Forcalquier. Hij was van 1209 graaf van Provence en vanaf 1222 ook graaf van Forcalquier.

## Levensloop
In 1209 stierven zowel zijn overgrootvader, graaf Willem II van Forcalquier, als zijn vader. Peter II van Aragón nam in theorie de voogdij waar voor de jonge Raymond Berengarius, maar delegeerde het regentschap aan zijn oom Sancho, graaf van Roussillon. In 1213 werd Peter II in Muret gedood, waarna Sancho tevens het regentschap over Aragon waarnam en hij het regentschap over Provence afstond aan zijn zoon Nuno. Door deze verwarring ontstond tweespalt bij de Catalanen van Provence tussen de aanhangers van Gersindis en die van Nuno, die de jonge graaf leek te willen verdrijven om in zijn plaats te komen.
Willem van Sabran, een neef van Willem II van Forcalquier, maakte aanspraak op het graafschap Forcalquier. Hij maakte gebruik van de onrust in het gebied om Sisteron in te nemen. Door een vergelijk van de aartsbisschop van Aix werd Willem schadeloos gesteld.
Ook de graaf van Les Baux, Willem van Orange, die zich door keizer Frederik II in 1214 de titel van 'koning van Arles' had laten toekennen, liet zich gelden en nam de wapens op om zijn titel kracht bij te zetten. Verschillende steden in Provence maakten van de verwarring gebruik om de republiek uit te roepen: Arles, Aix, Marseille, Nice en Avignon. In 1217 ten slotte kwam Raymond Berengarius naar zijn land. Hij spande zich in om de steden te onderwerpen. De Provençaalse adel koos ten slotte partij voor Gersindis, verdreef Nuno, plaatste Raymond Berengarius onder de voogdij van zijn moeder, en stelde een regentenraad aan.
In 1222 was de positie van Raymond Berengarius geconsolideerd en stond Gersindis hem het graafschap Forcalquier af. Toen ook Avignon onder de invloed raakte van de ketterijen van de Albigenzen, belegerde keizer Frederik II de stad en nam hij deze ten slotte in op 10 september 1226.

### Bestuur

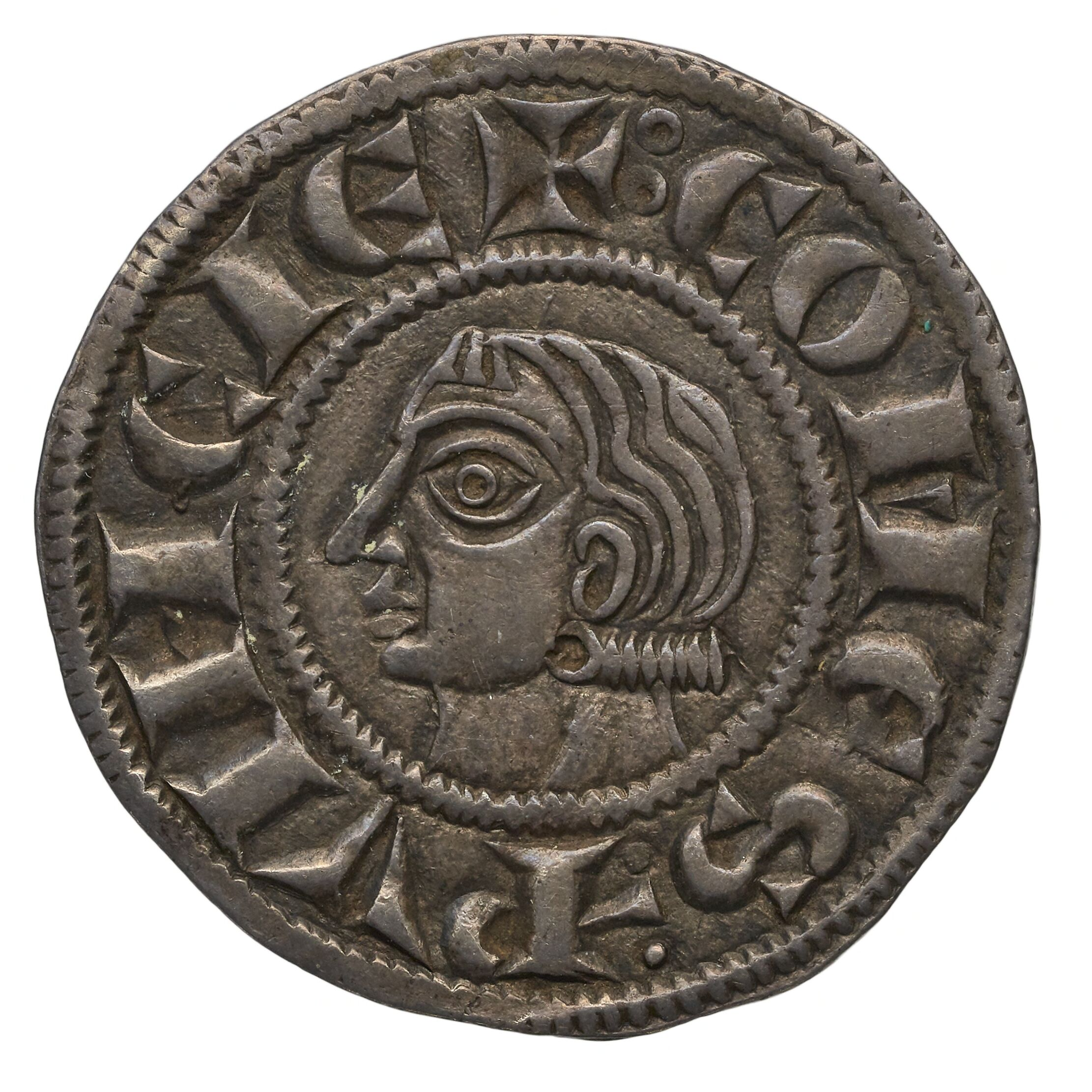
Munt met de beeltenis van Raymond Berengarius V

Raymond Berengarius versterkte de zelfstandigheid van het graafschap Provence ten opzichte van de kroon van Aragón, en ten opzichte van de Duitse keizer en de paus. Deze rivalen speelde hij tegen elkaar uit en deed hierbij via diplomatie beroep op bemiddeling door de Franse koning. Zijn regering werd verder gekenmerkt door herhaalde territoriale conflicten met Raymond VII van Toulouse.
Intern bouwde hij de administratie uit op gerechtelijk en fiscaal gebied. Raymond Berengarius werd geconfronteerd met een groeiende zelfstandigheid van de steden. Verschillende keren kwam hij in conflict met het stadsbestuur van Marseille. Hij verleende keuren en privileges aan bepaalde steden, maar wist tegelijk ook handig steden en kerkelijke besturen tegen elkaar uit te spelen om zo zijn macht te consolideren.

## Huwelijk en kinderen
Op 5 juni 1219 huwde Raymond Berengarius met Beatrix van Savoye, een dochter van graaf Thomas I van Savoye. Uit dit huwelijk werden vier dochters geboren:
- Margaretha van Provence (1221-1295), die huwde met koning Lodewijk IX van Frankrijk
- Eleonora van Provence (1223-1291), die huwde met koning Hendrik III van Engeland
- Sancha van Provence (rond 1225-1261), die huwde met Richard van Cornwall, koning van het Heilige Roomse Rijk
- Beatrix van Provence (1234-1267), erfdochter, gravin van Provence (1245-1267), die huwde met Karel van Anjou.

Raymond Berengarius had geen mannelijke opvolger en gebruikte zijn dochters in een doordachte huwelijkspolitiek om de zelfstandigheid van het graafschap Provence te waarborgen. Vooral het huwelijk van Margaretha in 1234 met de toekomstige Franse koning was hierin belangrijk.

## Voorouders
| Voorouders van Raymond Berengarius IV van Provence (1198-1245) | Voorouders van Raymond Berengarius IV van Provence (1198-1245)                  | Voorouders van Raymond Berengarius IV van Provence (1198-1245)                  | Voorouders van Raymond Berengarius IV van Provence (1198-1245)                  | Voorouders van Raymond Berengarius IV van Provence (1198-1245)                  | Voorouders van Raymond Berengarius IV van Provence (1198-1245)                  | Voorouders van Raymond Berengarius IV van Provence (1198-1245)                  | Voorouders van Raymond Berengarius IV van Provence (1198-1245)                  | Voorouders van Raymond Berengarius IV van Provence (1198-1245)                  |
| -------------------------------------------------------------- | ------------------------------------------------------------------------------- | ------------------------------------------------------------------------------- | ------------------------------------------------------------------------------- | ------------------------------------------------------------------------------- | ------------------------------------------------------------------------------- | ------------------------------------------------------------------------------- | ------------------------------------------------------------------------------- | ------------------------------------------------------------------------------- |
| Overgrootouders                                                | Ramon Berenguer IV (1113-1162) ∞ Petronella van Aragón (1135-1174)              | Ramon Berenguer IV (1113-1162) ∞ Petronella van Aragón (1135-1174)              | Alfons VII van León en Castilië (1105-1157) ∞ Richeza van Polen (1140-1185)     | Alfons VII van León en Castilië (1105-1157) ∞ Richeza van Polen (1140-1185)     | ? (-) ∞ ? (-)                                                                   | ? (-) ∞ ? (-)                                                                   | Willem II van Forcalquier (-1209) ∞ Adelheid van Béziers (-)                    | Willem II van Forcalquier (-1209) ∞ Adelheid van Béziers (-)                    |
| Grootouders                                                    | Alfons II van Aragón (1157-1191) ∞ Sancha van Castilië (Aragón) (1154-1208)     | Alfons II van Aragón (1157-1191) ∞ Sancha van Castilië (Aragón) (1154-1208)     | Alfons II van Aragón (1157-1191) ∞ Sancha van Castilië (Aragón) (1154-1208)     | Alfons II van Aragón (1157-1191) ∞ Sancha van Castilië (Aragón) (1154-1208)     | Reinier van Sabran (-) ∞ Gersindis van Forcalquier (-) (-)                      | Reinier van Sabran (-) ∞ Gersindis van Forcalquier (-) (-)                      | Reinier van Sabran (-) ∞ Gersindis van Forcalquier (-) (-)                      | Reinier van Sabran (-) ∞ Gersindis van Forcalquier (-) (-)                      |
| Ouders                                                         | Alfons II van Provence (1180-1209) ∞ 1193 Gersindis van Forcalquier (1180-1242) | Alfons II van Provence (1180-1209) ∞ 1193 Gersindis van Forcalquier (1180-1242) | Alfons II van Provence (1180-1209) ∞ 1193 Gersindis van Forcalquier (1180-1242) | Alfons II van Provence (1180-1209) ∞ 1193 Gersindis van Forcalquier (1180-1242) | Alfons II van Provence (1180-1209) ∞ 1193 Gersindis van Forcalquier (1180-1242) | Alfons II van Provence (1180-1209) ∞ 1193 Gersindis van Forcalquier (1180-1242) | Alfons II van Provence (1180-1209) ∞ 1193 Gersindis van Forcalquier (1180-1242) | Alfons II van Provence (1180-1209) ∞ 1193 Gersindis van Forcalquier (1180-1242) |

- Bibliothèque nationale de France: cb135608764 (data)
- Gemeinsame Normdatei: 124379052
- International Standard Name Identifier: 0000 0001 1702 1033
- Library of Congress Control Number: no2003023045
- Système universitaire de documentation: 052524329
- Virtual International Authority File: 121962523
- WorldCat: E39PBJjHcWfcRkfHGpcjhHrTHC